# 전력토끼
전력토끼(全力ウサギ, Zenryoku Usagi)는 이케다 케이의 만화 작품이다.

## 작품소개
이케다 케이 원작 만화를 애니메이션화한 작품으로 아무리 작은 일에도 전력을 다하지 않고는 참을 수 없는 습성을 지닌 토끼, 통칭 전력 토끼의 활약을 그린 코미디.
어느 마을에 살고 있던 토끼 미나라이(견습)는 치유 토끼로서 온갖 귀여움을 받으며 평화로운 일상을 보내고 있었다. 그러던 어느 날 모두가 떠받들던 것들이 순식간에 사라지고 미나라이(견습)의 생활은 어려움에 처한다. 너무나 처참해진 생활 끝에 결국 구걸을 하게 된 미나라이(견습)을 보다못해 두목 토끼는 그에게 도움을 주고, 미나라이는 생활을 위한 전력 공무점에서 일하게 되는데….

## 캐릭터
견습(ミナライ)
목소리 출현 - 아오야마 리츠코
공사현장에서 일하고 있는 토끼로 공사장에 새로 들어왔기 때문에 견습이라는 명칭이 붙었다. 솔직하고 얌전한 성격의 소유자로 질책 받거나 상냥하게 대해주면 몸 주위에서 빛과 같은 신비한 에너지가 뿜어져 나오는 능력이 있다.(빛만 발산할뿐 아무런 효과는 없다.) 덧붙여 말하면 눈썹은 본인이 직접 그린 것이다.
계산이 서투른데다 계획성도 없어서, 급료의 대부분을 먹을 것에 쏟아 붙는 통에 항상 빈털터리 신세다. 그 때문에 공사장에서 일이 끝난 뒤에도 몇 가지 아르바이트를 하고 있다. 주위의 충고로 직접 음식을 만들어 먹기 시작했지만, 가스렌지의 화력을 최대로 하여 음식을 만들어 가스비도 만만치 않게 나와 고민이 이만 저만이 아닌 듯하다.
두목(オヤカタ)
목소리 출현 - 타카기 와타루
견습을 현장에 데리고 온 전력 공사장의 보스로 언제나 동료들과 가족 등 주변만을 생각하다 자기자신의 일은 뒤로 미루고 마는 이 시대의 아버지 중 한 명이다. 나이에 비해 유행에 민감하여 드라마나 가요 차트 체크에 여념이 없다. 또 요리, 세탁 등 가사일도 아주 좋아해서, 이불을 너는 방법이나 걸래 질에 있어서는 독자적인 방법론을 가지고 있으며, 세탁에 사용하는 섬유 유연제도 직접 몇 가지 제품을 혼합해서 사용하고 있다.
반항기의 딸과 거리를 좁히기 위해서 힙합음악을 듣기 시작했으나 주말에는 클럽에서 DJ.OYAKATA란 이름으로 활약할 정도로 푹 빠져 버렸다.
총장(ソウチョウ)
목소리 출현 - 사카이 타카유키
견습에게 공사장의 일을 가르쳐 주고 있는 선배사원으로 9명의 자녀를 준 가장이다. “크면 아빠랑 결혼할거야.”라고 말하는 3살짜리 딸의 말에 힘을 얻으며, 오늘도 힘든 공사판 일을 해내간다. 젊은 시절에는 폭주족의 리더로 이름을 날렸기 때문에 주위에서 총장이라는 애칭으로 불리고 있다.
전설적인 폭주그룹 버닝.데스티니의 5대째 총장이었던 경력이 말해주듯 후배직원들의 교육에 있어서 매우 엄격한 자세를 유지한다. 가족을 누구보다 아끼고 사랑하고 있으며, 아이들에게 무엇을 남기고 갈 것인가를 항상 고민하는 멋진 아버지다. 참고로 그의 부인은 현역 폭주족 시절에 대립하고 있던 폭주그룹 레이디즈의 두목이었다.
누님(ネエサン)
목소리 출현 - 미츠이시 코토노
전직 OL로 큰 은행에서 근무하고 있었으나 직장에서 성희롱 때문에 자진 퇴사한 뒤 힘겨운 공사판 현장에 뛰어들었다. 미팅을 좋아해서 빠지지 않고 참석하고 있지만 굉장한 미모를 갖고 있음에도 불구하고 타고난 술버릇 때문에 연전연패 중이다. 모토는 일과 사랑!
주차를 하다 애인의 차를 완전히 박살내고 차인 경험이 있어 이후 모든 종류의 자동차 면허를 획득하여 포크레인, 굴삭기, 로울러, 크레인 등 모든 건설용 중장비를 다룰 수 있게 되었다.
아가씨(オジョウ)
목소리 출현 - 아라키 카에
못생긴 데다가 몸집은 작지만 태도는 건방지기 이를 데 없는 어린 독설가다. 누구에게나 반말에 잘난 체하기 일쑤지만, 실은 세상물정을 모르는 철부지일 뿐이다. 주위에서는 그래서 그런지 아가씨로 통한다. 자기중심적인 성격에 말을 거칠지만, 공중도덕과 같은 기본 상식은 반드시 지키는 똑 부러진 면도 있다.
언제나 예쁜 명품을 꿈꾸지만 비싼 가격 때문에 사지는 못하고 직접 만들어서 입고 다닌다. 남다른 손재주를 지닌데다 흙, 돌, 금속 등 광물학에 대한 지식에 정통하여 최근에는 휴일만 되면 광산에 가서 직접 보석의 원석을 캐어 액세서리를 만드는 데 사용하고 있다. 전력 공사장에서 총장과 맞짱 뜰 수 있는 유일한 인물이기도 하다.
영업(エイギョウ)
목소리 출현 - 미야타 코우키
대기업 건설회사의 영업직원으로, 우연치 않게 전력 공사장의 현장관리를 책임자가 되었다. 그래서 그런지 피해망상이 심하고, 항상 의기소침해 있다. 본래 마음도 현장에서 일하는 토끼들에게 휘둘리기 십상이다. 새로 들어와 주변 토끼들에게 구박받는 견습의 모습을 보며 자기와 동일시 하고 있으며, 자신만이 견습의 아군이라 굳게 믿고 있다.
본래 본사 설계부로 가는 것을 꿈꾸며, 마음에 들지 않는 영업부에서 꿋꿋이 버티면서 3년 만에 1급 건축 자격을 취득하였으나 회사에 부서 이동을 건의할 용기가 없어 아직 보고하지 못하고 있다.
마이크로(Micro：μ) 氏 [ミクロさん]
목소리 출현 - 미크로(MICOR)씨
수수께끼 캐릭터. 몸집이 매우 작다. 말 대신 이상한 소리를 내는데 신기하게도 다른 토끼들과 의사소통이 된다. 비가 올 때면 저공비행(?)을 한다. 자신의 몸뚱이를 수천개로 복사할 수 있다.

## TV 애니메이션
UHF 애니메이션의 형태로 "ちびアニ劇場(꼬맹이형 극장)" 內 방영.

### 스텝
- 원작 - 이케다 케이
- 기획 - 마츠모토 마사토, 種子島幸
- 제작 지원 - 사이토 유키오(Media Factory), 安井聖絵(Media Factory)
- 시리즈 디렉터 - 카부라기 히로
- 시리즈 구성 - 스가 요시유키
- 문예 프로듀서 - 오노다 히로유키
- 캐릭터 디자인 - 히라야마 사토시
- 미술 감독 - 이이지마 유키코
- 촬영 감독 - 川田敏寛
- 색채 설계 - 村上智美
- 편집 - 모리타 세이지, 나카무라 에리, 藤田育代
- 음향 감독 - 무기시마 테츠야
- 음악 - 籠島裕昌
- 음악 제작 - ジェニュイン, あにまーと
- 프로듀서 - 鵜飼浩史、미야모토 히데아키、키무라 타이치
- 제작 - TMS Entertainment, SOTSU

### 주제가
여는 노래(OP) "전력 Dash! [全力Dash！]"
작사 : 柚木美祐 / 작곡 : 前田克樹 / 편곡 : 카메야마 코이치로 / 노래 : 전력 DG parsons(고죠 마유미 ＆ 다이몬 카즈야)
닫는 노래(ED) "전력의 시(詩) [全力の詩]"
작사·작곡 : 다이몬 카즈야 / 편곡 : 카메야마 코이치로 / 노래 : 전력 DG parsons (고죠 마유미＆ 다이몬 카즈야)

### 各話リスト
| 話数         | サブタイトル        | 脚本           | 絵コンテ         | 演出       | 作画監督                      |
| ------------ | ------------------- | -------------- | ---------------- | ---------- | ----------------------------- |
| 第一工事     | 今日も全力!         | 菅良幸         | 鏑木ひろ         | 鏑木ひろ   | 平山智 (アニメーター)\|平山智 |
| 第二工事     | 全力見習い中!       | 菅良幸         | 鈴木孝聡         | 鈴木孝聡   | 平山智 (アニメーター)\|平山智 |
| 第三工事     | 全力出張工事!       | 滝晃一         | 池田重隆         | 池田重隆   | 大宅幸男                      |
| 第四工事     | 全力社員旅行!       | 滝晃一         | 池田重隆         | 池田重隆   | 山崎タケル                    |
| 第五工事     | はじまりの全力!     | 櫻井剛         | 鏑木ひろ         | 佐々木皓一 | 穐本ゆかり                    |
| 第六工事     | 全力疲労中!         | ますもとたくや | 佐々木皓一       | 佐々木皓一 | 日高真由美                    |
| 第七工事     | 全力一戸建て!       | 滝晃一         | 鈴木孝聡         | 鈴木孝聡   | 平山智                        |
| 第八工事     | 全力ベビーシッター! | 櫻井剛         | 長沼範裕         | 鈴木孝聡   | 平山智                        |
| 第九工事     | 全力アイランド!     | ますもとたくや | 池田重隆         | 池田重隆   | 大宅幸男                      |
| 第十工事     | 全力ウナギ!         | 白根秀樹       | 池田重隆         | 池田重隆   | 山崎タケル                    |
| 第十一工事   | 全力野球!           | 菅良幸         | 佐々木皓一       | 佐々木皓一 | 日高真由美                    |
| 第十二工事   | 全力レストラン!     | ますもとたくや | 佐々木皓一       | 佐々木皓一 | 穐本ゆかり                    |
| 第十三工事   | 全力大食いバトル!   | 菅良幸         | 田頭しのぶ       | 鈴木孝聡   | 平山智                        |
| 第十四工事   | 全力桜!             | 櫻井剛         | 鈴木孝聡         | 鈴木孝聡   | 平山智                        |
| 第十五工事   | 全力電車!           | 滝晃一         | 早川啓二         | 岡村正弘   | 大宅幸男                      |
| 第十六工事   | 全力ダイエット!     | ますもとたくや | 早川啓二         | 岡村正弘   | 山崎タケル                    |
| 第十七工事   | 全力助っ人!         | 菅良幸         | 佐々木皓一       | 佐々木皓一 | 日高真由美                    |
| 第十八工事   | 全力遺跡!           | 滝晃一         | 佐々木皓一       | 佐々木皓一 | 穐本ゆかり                    |
| 第十九工事   | 全力一文無し!       | 白根秀樹       | 小松猛           | 鈴木孝聡   | 平山智                        |
| 第二十工事   | 全力サイバー現場!   | 菅良幸         | 鈴木孝聡         | 鈴木孝聡   | 平山智                        |
| 第二十一工事 | 全力ラストラン!     | 菅良幸         | 高柳哲司         | 岡村正弘   | 山崎タケル                    |
| 第二十二工事 | 全力クッキング!     | 滝晃一         | 高柳哲司         | 岡村正弘   | 大宅幸男                      |
| 第二十三工事 | 全力フリマ!         | 櫻井剛         | 高柳哲司         | 佐々木皓一 | 日高真由美                    |
| 第二十四工事 | 全力占い!           | ますもとたくや | 佐々木皓一       | 佐々木皓一 | 穐本ゆかり                    |
| 第二十五工事 | 全力反省!           | 白根秀樹       | 向後知一         | 鈴木孝聡   | 平山智                        |
| 第二十六工事 | 全力フィッシング!   | 菅良幸         | 栗本宏志         | 栗本宏志   | 平山智                        |
| 第二十七工事 | 全力熱愛!           | 滝晃一         | 高柳哲司         | 岡村正弘   | 大宅幸男                      |
| 第二十八工事 | 全力幽霊屋敷!       | ますもとたくや | 岡村正弘         | 岡村正弘   | 山崎タケル                    |
| 第二十九工事 | 全力シネマ!         | 櫻井剛         | 高柳哲司         | 星野真     | 日高真由美                    |
| 第三十工事   | 全力出世!           | 白根秀樹       | 鏑木ひろ         | 星野真     | 穐本ゆかり                    |
| 第三十一工事 | 全力海水浴!         | 菅良幸         | 宮繁之           | 鈴木孝聡   | 大野泰江                      |
| 第三十二工事 | 全力セキュリティ!   | ますもとたくや | 山本裕介         | 栗本宏志   | 平山智                        |
| 第三十三工事 | 全力ツルハシ!       | 滝晃一         | 高柳哲司         | 岡村正弘   | 大宅幸男                      |
| 第三十四工事 | 全力氷点下!         | 菅良幸         | 高柳哲司         | 岡村正弘   | 山崎タケル                    |
| 第三十五工事 | 全力祭り!           | 澤植真義       | 鏑木ひろ         | 星野真     | 日高真由美                    |
| 第三十六工事 | 全力不機嫌!         | 櫻井剛         | 高柳哲司         | 星野真     | 穐本ゆかり                    |
| 第三十七工事 | 全力工法!           | 滝晃一         | 栗本宏志         | 栗本宏志   | 平山智                        |
| 第三十八工事 | 全力責任感!         | 白根秀樹       | しおたになおよし | 鈴木孝聡   | 阿部航                        |
| 第三十九工事 | 全力名探偵!         | 櫻井剛         | 川島宏           | 岡村正弘   | 山崎タケル                    |
| 第四十工事   | 全力ケータイ!       | ますもとたくや | 高柳哲司         | 岡村正弘   | 大宅幸男                      |
| 第四十一工事 | 全力病院!           | 櫻井剛         | 濁川敦           | 星野真     | 日高真由美                    |
| 第四十二工事 | 全力プラネタリウム! | ますもとたくや | いわもとやすお   | 星野真     | 穐本ゆかり                    |
| 第四十三工事 | 全力ばあちゃん!     | 菅良幸         | 鏑木ひろ         | 鈴木孝聡   | 平山智                        |
| 第四十四工事 | 全力すごろく!       | ますもとたくや | 濁川敦           | 濁川敦     | 平山智                        |
| 第四十五工事 | 全力シショウ!       | 滝晃一         | 尼野浩正         | 岡村正弘   | 大宅幸男                      |
| 第四十六工事 | 全力底なし沼!       | 白根秀樹       | 葛谷直行         | 岡村正弘   | 山崎タケル                    |
| 第四十七工事 | 全力迷宮!           | ますもとたくや | おおばひであき   | 星野真     | 日高真由美                    |
| 第四十八工事 | 全力寺!             | 櫻井剛         | いわもとやすお   | 星野真     | 穐本ゆかり                    |
| 第四十九工事 | 全力モニュメント！  | 白根秀樹       | 大島正幸         | 濁川敦     | 大宅幸男                      |
| 第五十工事   | 全力の試練!         | 菅良幸         | 堀剛史           | 堀剛史     | 堀剛史                        |
| 第五十一工事 | 全力前進!           | 滝晃一         | 長沼範裕         | 長沼範裕   | 平山智                        |
| 第五十二工事 | その先の全力!       | 菅良幸         | 鏑木ひろ         | 鏑木ひろ   | 平山智                        |

### 방송
| 방송 지역  | 방송국      | 방송 기간                         | 방송 일시             | 방송 계열     | 비고                                                            |
| ---------- | ----------- | --------------------------------- | --------------------- | ------------- | --------------------------------------------------------------- |
| 카나가와현 | tvk         | 2008년 1월 5일~                   | 토요일 AM 08:30~      | 독립 UHF 계열 |                                                                 |
| 사이타마현 | TVS         | 2008년 1월 11일~                  | 금요일 AM 07:00~      | 독립 UHF 계열 |                                                                 |
| 치바현     | CTC         | 2008년 1월 11일~                  | 금요일 AM 08:00~      | 독립 UHF 계열 |                                                                 |
| 효고현     | SUN-TV      | 2008년 1월 11일~                  | 금요일 AM 07:00~      | 독립 UHF 계열 |                                                                 |
| 기후현     | GBS         | 2008년 10월 12일 ~ 2010년 4월 1일 | 목요일 PM 07:00 ~     | 독립 UHF 계열 | 2009년 3월까지 일요일 AM 07:00~ 2009년 9월까지 일요일 AM 08:00~ |
| 야마가타현 | 사쿠란보 TV | 2010년 3월 28일 ~                 | 일요일 AM 06:15~06:30 | 후지 TV 계열  |                                                                 |

## 같이 보기
- UHF 애니메이션 일람

## 공식 홈페이지
- 공식 홈페이지(日本)
- Mobile用(i-mode, EZweb, yahoo! 전용 페이지, 日本)[깨진 링크(과거 내용 찾기)]